# Мингечаурский государственный драматический театр
Мингечаурский государственный драматический театр имени Марзии Давудовой (азерб. Mingəçevir Dövlət Dram Teatrı) — драматический театр в городе Мингечаур.

## Описание
Мингечаурский государственный драматический театр был создан в 1968 году и был открыт пьесой Дж. Джаббарлы «Алмаз». В репертуаре театра основное место занимают пьесы классической и современной драматургии. В 1974 году театру было присвоено имя Народной артистки СССР Марзии Давудовой.

## Репертуар
В репертуаре театра широко представлены пьесы как классических, так и современных драматургов.
Лучшие постановки:
- «Деревенская девушка» (М. Ибрагимов),
- «Не могу забыть», «Песня осталась в горах» (И. Эфендиев)
- «Любовь и месть» (С. С. Ахундов)
- «Ревизор» (Н. В. Гоголь)
- «Гаджи Гара» (М. Ф. Ахундов)
- «Айдын», «Бледные цветы» (Д. Джаббарлы)
- «Голос» (И. Гусейнов)
- «Мертвецы» (Д. Мамедкулизаде)
- «У дороги» (М. Зарудный)
- «Полярная звезда» (Н. Хазри)
- «Жестокие игры» (А. Арбузов)
- «Туман рассеется» (С. Азери)
- «Волшебство феи» (Э. Б. Хагвердиев)
- «Солнечная машина» (В. Винниченко)

В 1980-х годах в театре работали заслуженные артисты В. Мамедов, Н. Рзаева, артисты К. Алиева, И. Элимов, Х. Хёрметзада, Т. Шарифов и другие.
Главным режиссёром театра был Р. Алмурадов. Действующий главный режиссёр — З. К. Аббасов.